# マラン・マレー

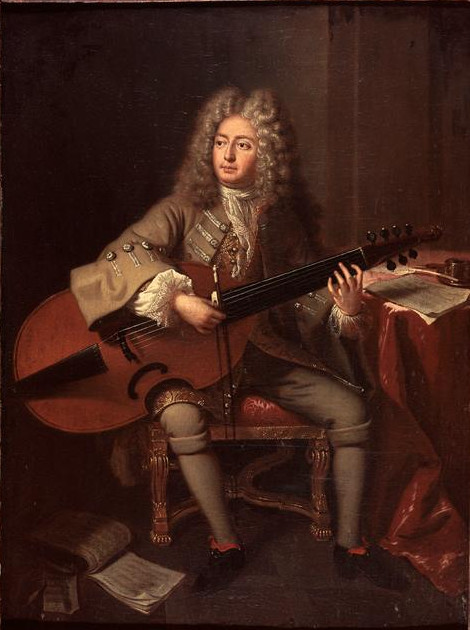
マラン・マレ

マラン・マレー（マレ、Marin Marais、1656年5月（洗礼：31日） - 1728年8月15日）は、フランスの作曲家、指揮者、バス・ヴィオール（ヴィオラ・ダ・ガンバ）奏者。
パリ南の貧民街で見習い靴職人の子供として生まれ、幼少の頃から音楽の才能を認められて1667年にはパリ第一の音楽教育機関だったサン=ジェルマン=ロクセロワ教会の聖歌隊に入り、1672年までフランソワ・シャプロンなどのもとに教育を受ける。
聖歌隊を出た後、ヴィオールをサント=コロンブなどに師事して、名手として知られるようになり、おそらくはリュリ門下の作曲家ジャン=フランソワ・ラルウェットなどの手引きもあって、1676年にはパリのオペラ、そして1679年8月1日からはルイ14世の宮廷のヴィオール奏者に任命された。また作曲家としての名声も高く、1693年に最初のオペラ『アルシード』を発表してからは、パリのオペラの作曲家、そして後には指揮者としても成功をおさめている。晩年にはまた、ヴィオールの優れた教師として知られた。
1676年9月21日に結婚した妻のキャトリーヌ・ダミクールとの間に生まれた十数人の子供のうち、数人は音楽家として名声をなした。

## 作品
- オペラ
  - アルシード（1693年）
  - アリアーヌとバッカス（1695年） （en:Ariane et Bacchus）
  - アルシオーヌ（1705年） （en:Alcyone）
  - セメレ（1709年） （en:Sémélé）
- 器楽曲
  - 独奏・二重奏のためのヴィオール曲集（第1巻）（1686年、通奏低音は1689年） （fr:Pièces à une et à deux violes）
  - トリオソナタ集（1692年）
  - ヴィオール曲集（第2巻）（1701年） （fr:Deuxième livre de pièces de viole (Marin Marais)）
  - ヴィオール曲集（第3巻）（1711年）
  - 独奏・三重奏のためのヴィオール曲集（第4巻）（1717年） （en:Suitte d'un Goût Étranger を含む）
  - 『音階』と、その他の合奏曲集（1723年） （en:Sonnerie de Ste-Geneviève du Mont-de-Paris を含む）
  - ヴィオール曲集（第5巻）（1725年）
    - 作者の実体験を題材にしたナレーション付きの楽曲、｢膀胱結石手術図｣が有名。

## 参考
- 1990年 アラン・コルノー（Alain Corneau） 監督（仏）の映画『めぐり逢う朝』（Tous les matins du monde）